# 隆嘎尔乡
隆嘎尔乡（藏語：ལུང་དཀར་），是中华人民共和国西藏自治区日喀则市仲巴县下辖的一个乡镇级行政单位。

## 行政区划
隆嘎尔乡下辖以下地区：
那久村、萨如村、吉贡村、隆嘎村、只如村、塔若村、夏吉村和角村。